# Чёрная команда
«Чёрная команда» (англ. Dark Command; другое название — «Зов крови») — вестерн режиссёра Рауля Уолша по роману Уильяма Бёрнетта, вышедший на экраны в 1940 году. Главные роли сыграли Джон Уэйн и Клер Тревор. Лента получила две номинации на премию «Оскар» — за лучшую оригинальную музыку (Виктор Янг) и за лучшую работу художника в чёрно-белом фильме (Джон Виктор Маккей).

## Сюжет
После 1859 года с севера до Канзаса и до самого юга страны тянулись повозки янки, которые отбирали земли у южан. Лозунг тех дней провозглашал: «Все — в Канзас!»
Долг и честь:  тяжело приходится окружающим, когда эти понятия толкуют, исходя из личных убеждений, а тем более — из личных выгод.
Над Америкой сгустились тучи гражданской войны. Грех не воспользоваться такой возможностью и не обогатиться. Если не воевать ни за Север, ни за Юг, какой же открывается простор для решения собственных материальных проблем! Уилл Кантрелл, бывший учитель из Лоуренса в штате Канзас, сколотил банду таких же, как он, желающих быстро разбогатеть, и открыл «сезон» контрабанды, продажи рабов, грабежей и убийств.
Соперник Уилла в любви - техасец Боб, избранный судебным исполнителем (оба они добивались расположения Мэри Маклауд, дочери местного банкира), становится его соперником. Да, Кантрелл уже победил один раз Ситона, взяв Мэри в жёны, но получится ли у него стать лучшим в противостоянии с законником?

## В ролях
- Клер Тревор — мисс Мэри Маклауд
- Джон Уэйн — Боб Ситон
- Уолтер Пиджон — Уильям «Уилл» Кантрелл
- Рой Роджерс — Флетчер «Флетч» Маклауд
- Джордж Хейз — Эндрю «Док» Гранч
- Портер Холл — Ангус Маклауд
- Марджори Мэйн — миссис Кантрелл
- Реймонд Уолберн — Джадж Бакнер
- Милдред Говер — Элли, служанка Мэри
- Джо Сойер — Бушропп
- Хелен Маккеллар — миссис Хэйл
- Джозеф Фаррелл Макдональд — Дейв
- Тревор Бардетт — мистер Хэйл

В титрах не указаны
- Гарри Кординг — разъярённый горожанин в банке
- Гленн Стрейндж — крутой янки
- Этель Уэльс — горожанка
- Якима Канутт — горожанин на балконе